# 加齊巴巴市鎮

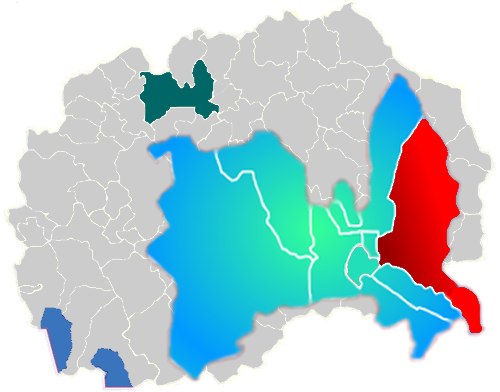
所在位置

加齊巴巴市鎮是北馬其頓的一個市镇，为组成首都斯科普里市的10个市镇之一。總面積110.86平方公里，2020年人口72,576人。
該市镇南臨彼得羅韋茨市鎮、斯图代尼查尼市镇和艾罗德龙市镇，西接岑塔尔市镇、查伊尔市镇和布泰尔市镇，東北面是利普科沃市镇，東鄰阿拉契诺沃市镇和伊林登市鎮。

## 外部連結
- 官方网站